# Церковь Благовещения на Торгу
Це́рковь Благове́щения на Торгу́ («Церковь Благовещения Пресвятой Богородицы на Торгу», «на Витковой улице», «на Михайловой улице») — недействующий православный храм в Великом Новгороде. Памятник архитектуры, объект культурного наследия России федерального значения. Входит в состав объекта Всемирного наследия ЮНЕСКО «Исторические памятники Новгорода и окрестностей».
Первое летописное упоминание церкви относится к 1362 году, в XV веке она была разобрана и возведена заново. Неоднократно страдала от пожаров; восстановлена в середине XVI века, получив трапезную и гульбище; в конце XVII века над гульбищем была пристроена колокольня. Храм был существенно переделан в XIX веке и сильно повреждён в годы Великой Отечественной войны, в 1961 году был отреставрирован по состоянию на XVI—XVII века. Памятник относится к середине XVI века и представляет собой типичный образец бесстолпного храма с трапезной, после реставрационных работ значительных утрат не имеет.
Соединяется с соседней церковью Архангела Михаила двухэтажной галереей с колокольней, группирующей памятники в единый ансамбль. Обе церкви принадлежат государству, переданы в пользование Новгородскому региональному отделению «Союза художников России».

## Описание
В начале XVI столетия в Новгороде начали строить церкви с трапезными — церковь Благовещения на Торгу является одним из ранних сооружений такого типа. Художественный образ и силуэт храма ориентируются на местные традиции, но решение фасадов с умеренным использованием декора отражает уже московское влияние: строительство этого периода в Новгороде тесно связано с деятельностью архиепископа Макария I — проводника московской политики. Построенные в эти годы новгородские здания несут в себе черты новой московской архитектуры. Постройка двухэтажная, бесстолпная, одноапсидная и одноглавая, с двухэтажной бесстолпной трапезной во всю ширину западной стены. Фасады разделены лопатками на три неравные части; такие же лопатки расчленяют фасады трапезной. Первый и второй этажи выделены на фасадах междуэтажной тягой. Центральный объём церкви на уровне карниза трапезной опоясывают двуступенчатые пятиугольные ширинки с обрамлением из двух тяг. Фасады церкви завершаются трёхлопастными кривыми, центральные арочки которых килевидные, на восточном и западном фасадах арочки пятилопастные, что вызвано более широкими пролётами между лопатками в боковых третях фасадов. Есть много новых для того периода приёмов: коробовые и сомкнутые своды с распалубками, перекрывающие большие пролёты. Церковь имеет восьмискатное тёсовое покрытие, трапезная — двускатное. Из-за ненадёжных грунтов у храма чрезвычайно мощное основание: фундамент сложен из крупных валунов насухо, при этом два верхних ряда пролиты раствором — глубина заложения около 4 м; под валунами брёвна-лежни, а под ними бревенчатые сваи.

## История
Первое упоминание о постройке каменной церкви Благовещения Пресвятой Богородицы на Торгу относится к 1362 году и содержится в Новгородской первой летописи; заказчиком строительства храма стал архиепископ Моисей. Новгородская третья летопись датой постройки указывает 1361 год, ошибочно приписывая завершение строительства церкви Архангела Михаила к этому же году.
К середине XV века храм обветшал, в 1466 году был разобран и возведён заново.

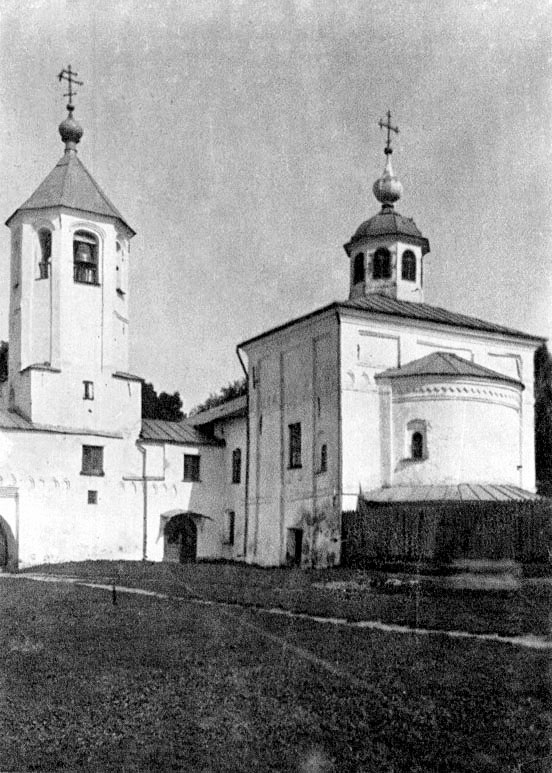
Церковь Благовещения, фотогравюра НОЛД, начало XX века

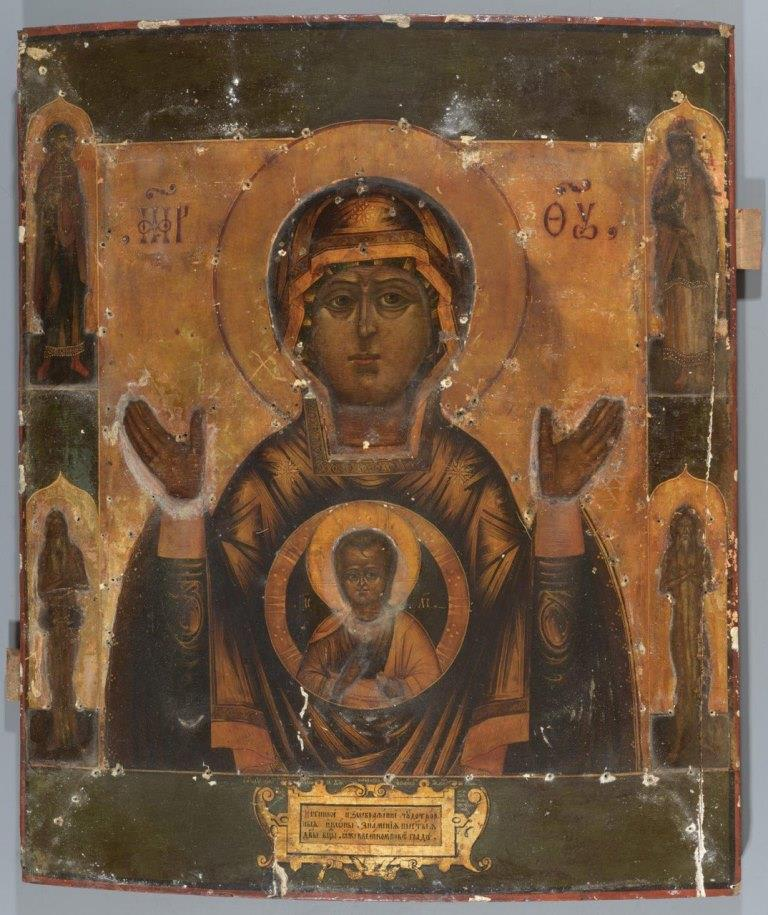
Икона «Богоматерь Знамение» XVII века из церкви Благовещения, хранится в Новгородском музее-заповедникe

В начале XVI века храм ещё не был капитально перестроен и имел вид, полученный в XV веке. Церковь пострадала от пожара 1541 года, но повелением Ивана Грозного в 1542 году была восстановлена: 8 (21) июля покрыта новым тёсом, заменены потолки. По данным дендрохронологии, существующий памятник датируется 1553 годом. Искусствовед Владимир Ядрышников предполагал, что именно об этом строительстве повествует Новгородская третья летопись под 1555 годом: «поставиша церковь каменную с трапезою в Михалицком монастыре, во имя Рожества пресвятыя Богородицы».
В XVI веке сооружено гульбище — двухэтажная галерея-переход, связавшая церковь Благовещения на Торгу и церковь Архангела Михаила в единый ансамбль. Неизвестно, когда построен придел Преображения Христова, но он упомянут в шведском перечне монастырей, храмов и приделов, составленном в 1615 году в ходе Русско-шведской войны (1610—1617), вместе с двумя церквями — Михаила Архангела и Благовещенской. В конце XVII века над гульбищем возведена шатровая колокольня. В описании Михаила Толстого приводится надпись на колоколе XVI века. Колокольня была построена на рубеже XVII—XVIII веков.
Согласно описи XVIII века, проведённой после пожара, две церкви соединялись переходом, из-за наличия последнего Благовещенская церковь в описях часто названа приделом. К началу XIX века ансамбль церквей Благовещения и Михаила Архангела находился в руинированном состоянии, и проводившиеся в течение всего столетия работы по укреплению и перестройке памятников исказили его облик; в церкви Благовещения были уничтожены или переложены некоторые своды, переделано завершение фасадов, вместо каменного поставлен деревянный барабан. Так, переделки 1836 года Благовещенской церкви сводились к расширению оконных и дверных проёмов, замене перекрытий и устройству новых карнизов и крыши на церкви: все своды, кроме конхи, заменены плоскими перекрытиями, каменный барабан — деревянным трибуном, средние трети фасадов церкви вверху были разобраны, а боковые прясла надложены для устройства прямого карниза и четырёхскатной кровли, перебиты многие проёмы, частично срублен или заштукатурен декор, нижняя часть апсиды усилена прикладками-контрфорсами, в значительной степени были переделаны северная и западная стены трапезной, аркада галереи, на колокольне сделан новый шатёр в иных формах.
Архиепископ Макарий в своей книге 1860 года «Археологическое описание церковных древностей в Новгороде и его окрестностях» упоминал, что храм не имел своего крыльца, вход в него был устроен «с южной стороны через коридор и через придел». Макарий также указывал, что у церкви кровля деревянная четырёхскатная, у придела — трёхскатная, кровли были окрашены мумией, трибун на кровле деревянный, покрыт листовым железом и окрашен медянкой, над ним обитые белой жестью восьмигранная глава, яблоко и восьмиконечный крест. Он же дал описание церкви: замеры, количество окон, входов, отметил кладку, поновлённую в 1836 году. Также он упоминал образ Михаила Архангела и святителя Моисея с позднее нанесённым текстом: «Написал сей образ в церковь Благовещения Богородицы по вере подьячий Михаил Михайлов сын Колужанин».

При Михаило-Архангельской церкви находится древняя церковь Благовещения пресвятой Богородицы, соединяющаяся с ней каменным старинным коридором. <…> Церковь Благовещения двуэтажная: внизу помещаются кладовые, а вверху настоящая церковь, с притвором, где к северной стороне устроен придел. <…> Колокольня у Михайловской и Благовещенской церквей одна. Она помещается между ними над коридором. <…> Из колоколов три с надписями XVI и XVII века.

Во второй половине XIX столетия Благовещенская церковь ещё раз капитально перестраивалась. При укладке применялась тычковая система кладки, использовали кирпич XVI века на прочном известковом растворе. Все верхние части стен, за исключением юго-западного угла церкви, были утрачены, что породило множество версий возможного завершения и покрытия. Сильной переделке подверглись апсида и западная стена основного куба. Хорошо сохранились остатки верхнего первоначального свода: сомкнутого и со всех четырёх сторон прорезанного двенадцатью распалубками, располагавшимися по три на каждой стене. Некоторые оконные проёмы сохранились полностью без переделки. Прежде, до второй половины XIX века, трапезная, как и церковь, состояла из двух этажей: верхний этаж перекрывался сомкнутым сводом с двенадцатью распалубками по три на каждой стене. Помещение нижнего этажа в XIX века было разделено пополам капитальной стенкой, как и в первоначальной постройке. Восточное помещение первого этажа трапезной перекрывалось коробовым сводом. Ко второй половине XIX века из-за проседания фундаментов под зданием по стенам пошли трещины и началось разрушение, поэтому трапезную основательно переделали: почти полностью была переделана северная стена, на южной стене был почти заново выложен юго-западный угол, переложен почти весь восточный пролёт между лопатками. Несмотря на это, сохранилось много частей старой кладки с остатками форм и деталей.
В годы Великой Отечественной войны и за последующие несколько лет храм «сильно пострадал и представлял собой каменные коробки без крыш и перекрытий, рам и дверей» — утрачены деревянные конструкции кровли, перекрытия, глава церкви, шатёр колокольни, заполнения проёмов; появились многочисленные трещины, утрачена штукатурка, возникла деконструкция кладки в верхних частях и вокруг окон.
В августе 1960 года церковь признана подлежащим охране памятником архитектуры государственного значения. Исследовательские, обмерные, проектные и реставрационные работы проведены в 1960—1961 годах под руководством Леонида Красноречьева. Сопровождающее реставрационные работы обследование церкви Благовещения с трапезной показало, что почти все существенные переделки относятся к XIX веку, а промежуточные переделки между XVI―XIX веками очень незначительны. Памятник реставрирован по состоянию на XVI—XVII века: в ходе работ укреплены все конструкции, заведены металлические связи, усилен фундамент западной стены трапезной. В целях удешевления в формах XIX века оставлены окна западной и северной стен трапезной, не отреставрирована лестница в ней; вместо сводов церкви и трапезной сделаны плоские перекрытия. Из-за недостатка данных для определения формы фасадов было проведено исследование покрытий новгородских храмов, по результатам которого реставрировано восьмискатное завершение. Барабан церкви и шатёр колокольни воссозданы по аналогам.
Икона XVII века «Богоматерь Знамение» из церкви Благовещения хранится в Новгородском музее-заповеднике. Завершённые в 2022 году реставрационные работы по восстановлению иконы выявили подпись иконописца и дату создания образа: написана Иваном Бахматовым в 1699 году. В 2023 году с мая по август экспонировалась на выставке «Под кровом милости Твоей» в главном здании Новгородского музея-заповедника.

## Современность
Церковь Благовещения представляет собой типичный образец бесстолпного храма середины XVI века с трапезной, после реставрации находится в удовлетворительном состоянии. Объект культурного наследия России федерального значения. С 1992 года находится в составе объекта Всемирного наследия ЮНЕСКО «Исторические памятники Новгорода и окрестностей».
В апреле 2017 года церкви Благовещения на Торгу и Михаила Архангела на Торгу переданы Росимуществом в безвозмездное пользование Новгородскому региональному отделению «Союза художников России», оба храма в настоящее время не действуют, используются под мастерские художников-реставраторов.
| - Колокольня, 2014 год - Купол, 2011 год - Апсида, 2021 год |